# Maria Eufrasia della Croce
Maria Eufrasia della Croce (Roma, 1597 – 1676) foi uma freira carmelita e pintora italiana.
Vinda de uma próspera família romana, Maria tornou-se freira em 1628, tendo trabalhado em muitas pinturas para o convento de San Giuseppe a Capo le Case, da Ordem dos Carmelitas Descalços.

## Biografia
Nascida Flavia Benedetti, em Roma, em 1597, seu pai era um patrício romano e Maria teve também três irmãos, um deles monge capuchinho e o outro, Abbott Elpidio, foi secretário do cardeal Jules Mazarin, colecionador de arte e arquiteto amador. Tornou-se freira em 1628, tendo trabalhado em muitas pinturas para o convento de San Giuseppe a Capo le Case, da Ordem dos Carmelitas Descalços.
Maria ingressou no convento em 3 de maio de 1627 e tornou-se freira no ano seguinte. Ainda criança, aprendeu a pintar e a desenhar com tutores particulares. Seus trabalhos apresentam alguma similaridade com o grupo artístico de Bolonha, além de ter conexões com o trabalho da miniaturista Anna Angelica Allegrini e com a arquiteta Plautilla Bricci. Ela pode ter ajudado a treinar Plautilla, que morou com ela por um longo período. Seu irmão, Elpidio, chegou a encomendar uma vila para Plautilla.
Em algum momento, Maria se tornou prioresa do convento. Pintou o altar com a cena da Natividade com a ajuda de Plautilla, na Igreja de San Giuseppe, hoje destruída. Registros indicam que ela também pintou a Virgem com a Criança e Catarina de Alexandria e uma pequena cena de Maria, Jesus, João Batista e o apóstolo André. Para seu irmão, Elpidio, ela pintou uma imagem da Virgem Maria do Rosário.
Os registros de suas pinturas foram mencionados no guia de arte de Filippo Titi. Dentro de seu convento, ainda há murais com pinturas de Deus, a Anunciação, Maria Madalena e Cristo com uma mulher em comunhão, a Virgem Maria e João Evangelista. Há também santos carmelitas flanquando a cruz com símbolos relacionados à ressurreição. Alguns murais hoje destruídos incluíam A Última Ceia, O Êxtase de Santa Teresa, Cristo com uma samaritana e a Noli me tangere.
Há também uma tela existente representando Santa Teresa protegendo freiras carmelitas atribuídas a Maria, também semelhante a imagens impressas. Para suas pinturas em murais, Maria usava óleo sobre gesso, uma técnica mais fácil do que o verdadeiro afresco.

## Morte
Maria Eufrasia morreu em 1676, em Roma, aos 79 anos.